# 伊凡·卡漢
伊凡·卡漢（英語：Irrfan Khan，1967年1月7日—2020年4月29日），印度寶萊塢演員。
卡漢在印度寶萊塢電影界贏得了聲譽，先後在30多部寶萊塢電影中演出，亦曾主持電視節目《Mano Ya Na Mano》，其電影代表作包括入圍奧斯卡多項大獎的《貧民百萬富翁》和《少年PI的奇幻漂流》等片以及《HBO》系列。卡漢曾獲得印度電影觀眾獎，並入圍美國演員工會獎和獨立精神獎。2014年以《美味情书》獲得第8届亞洲電影大獎最佳男主角獎。

## 早年经历
卡汉出生于拉賈斯坦邦一个拥有普什图族血统的穆斯林家庭。他的父亲是一名商人，母亲則是当地王族后裔。

## 个人生活
2018年3月，卡漢曾在推特上表示自己罹患神經內分泌腫瘤。他在英国接受治疗并在2019年2月返回印度。
2020年4月29日，伊凡·卡漢在医院接受結腸炎治疗期间離世，享年53歲。他的遗体在同日下午3点下葬于孟买。

## 作品列表
- 2008《圖爾西》-蘇拉傑
- 2008《星期天》-庫馬爾
- 2008《瘋狂四人組》-慕克吉博士
- 2008《開往孟買的列車》-湯瑪士
- 2008《貧民百萬富翁》-警局督察
- 2009《紐約》-羅森
- 2009《紐約我愛你》-曼薩拜
- 2009《麻吉大明星》-比魯
- 2012《鐵血硬漢》-潘安·辛格·托馬爾
- 2012《蜘蛛人：驚奇再起》-拉薩博士
- 2012《少年PI的奇幻漂流》-成年時的Pi
- 2013《美味情書》-薩揚·佛南德斯
- 2015《侏罗纪世界》-賽門·馬斯拉尼
- 2015《Piku》-Rana Chaudhary
- 2016《與森林共舞》-巴魯（印地語配音）
- 2016《地獄》-哈利·「教務長」·西姆斯
- 2016《Madaari》-尼爾默爾
- 2017《起跑线》-Raj Batra
- 2020《起跑线2》-Champak Bansal

## 獎項

### 提名
- 2007年獨立精神獎最佳男配角：《同名人（英语：The Namesake (film)）》
- 2013年第56屆亞太影展最佳男主角：《美味情書》

### 獲獎
- 2003年印度電影觀眾獎最佳反派：《Haasil》
- 2007年印度電影觀眾獎最佳男配角：《Life in a... Metro》
- 2008年美國演員工會獎最佳集體演出：《貧民百萬富翁》
- 2012年印度電影觀眾獎評論獎最佳男演員：《Paan Singh Tomar》
- 2013年第56屆亞太影展特別成就獎
- 2013年第8屆亞洲電影大獎最佳男主角：《美味情書》

## 外部連結
- 伊凡·卡漢在互联网电影资料库（IMDb）上的資料（英文）
- Irrfan Khan Official Website （页面存档备份，存于）
- TIME Magazine coverage of Irrfan Khan（页面存档备份，存于）
- TIME Magazine photo feature （页面存档备份，存于）
- Irrfan Khan takes the comic turn